# 呉臣
呉 臣（ご しん、? - 紀元前193年）は、前漢の呉氏長沙国の第2代の王（在位：紀元前201年 - 紀元前193年）。
紀元前196年、九江王英布は長沙王呉臣の元へ逃れた。だが、関わるのを嫌った呉臣は英布に対し、共に越へ逃れようと偽りの誘いを掛けた。これを信じた英布は鄱陽付近にある茲郷に至ったが、地元の者に殺害された。